# 정성민 (2005년)
정성민(鄭盛敏, 2005년 4월 15일 ~ )은 대한민국의 축구 선수로, 포지션은 센터백이다. 현재 K리그2 수원 삼성 블루윙즈 소속이다.